# 堀田盛重
堀田 盛重（ほった もりしげ）は、安土桃山時代から江戸時代初期にかけての武将、大名。豊臣家の譜代家臣。大坂七手組の1人。諱は勝嘉や正高など複数伝わるが、通称の堀田図書の名で知られる。

## 出自
堀田氏は尾張国愛知郡津島の豪族であるが、盛重の出自は不明である。堀田家には、祖父から曾孫まで4世代がほぼ同時期か前後して秀吉馬廻で、豊臣家の譜代家臣でありながら一族は徳川家の旗本となって、後には老中も輩出したいう事情があり、豊臣家の忠節を尽くした一門についての記載が少ない。
一説に、秀吉馬廻だった堀田正道を祖父、正貞（正定）を父とする。同じく秀吉馬廻から徳川幕府の旗本となった堀田正吉は甥にあたるはずであるが、『寛政重修諸家譜』（以下『寛政譜』）には盛重とわかるような表記がなく、正吉の父である正秀の兄弟のどれにあたるかよくわからない。『寛政譜』には正貞の長男（第一子）として、盛重の別名とされる正高（正宣）の名前はあるが、通称を孫右衛門、法名を道空とだけ書かれている。一方、『系図綜覧』に見える「堀田系図」では、同じく正貞の子、正高を六男（末弟）として載せており、これを秀頼家臣の堀田図書であるとしている。
別説として、正貞（正定）を祖父とし、その子である堀田正高を『信長公記』の道空として、盛重は正高の子であるとするものもある。この説の場合、『寛政譜』には盛重は書かれていないという結論になる。ちなみに『明智氏一族宮城家相伝系図書』の「明智系図」には堀田道空の諱を正元として佐渡守と記し、明智光秀の叔母、小見の方の妹を室として迎えたと書かれている。

## 略歴
豊臣秀吉に仕えて、秀吉馬廻の組頭となり、後に1万石の知行を与えられた。『武家事紀』によれば黄母衣衆の1人。
天正18年（1590年）の小田原征伐に従軍し、秀吉本陣の馬廻600騎を率いた。文禄元年（1593年）の文禄の役でも名護屋城に三ノ丸御番衆として在陣した。文禄4年（1595年）正月の秀吉の草津湯治では、船越景直と信濃松本を警護した。
慶長3年（1598年）の秀吉死後、秀頼に仕え、大坂七手組の1人となって大坂城に在番。
慶長5年（1599年）6月16日に伊東長次と共に伏見城に赴き、徳川家康と会見して石田三成一派の挙兵を密告したとされるが、慶長6年（1600年）に関ヶ原の戦いが始まると、伏見城の戦いでは西軍に属して攻撃に加わった。西軍敗戦後も依然として1万石を領して、七手組頭の1人に留まった。
慶長14年（1609年）頃、豊国神社に石灯籠を寄附した。
慶長19年（1614年）および翌年の大坂の陣に参加。落城時に自害した。『大坂御陣覚書』によると、敗北して城内に退いた盛重と野々村雅春は（台所より放火された）猛火によって本丸には辿りつけず、二の丸と本丸の間の石垣で自害して果てたという。